# Bahnhofstraße (Neunkirchen, Saar)
Die Bahnhofstraße in Neunkirchen (Saar) ist eine der Hauptverkehrsstraßen in Neunkirchen und Teil einer historischen Provinzialstraße, die von Bingen am Rhein über Ottweiler nach Saarbrücken führte. Ihren Namen trägt die Straße zwischen der Lindenallee in Höhe des Stummplatzes und der Konrad-Adenauer-Brücke über die Bahnstrecke Homburg–Neunkirchen in Höhe des Hauptbahnhofes.

## Geschichte
Die Bahnhofsstraße war zunächst unter dem Namen Binger Straße bekannt. Als Provinzialstraße führte sie nicht nur von Saarbrücken nach Bad Kreuznach, sondern auch darüber hinaus nach Bingen. Als die Pfalzbahn gebaut wurde, führte die Straße auf schienengleicher Höhe vorbei. Dementsprechend wurde die Straße in Bahnhofstraße umbenannt. 1860, als die Rhein-Nahe-Bahn eingerichtet wurde, erhielt Neunkirchen einen neuen Bahnhof, der auch heute noch an gleicher Stelle steht: der Neunkirchen (Saar) Hauptbahnhof. Neunkirchen wurde zum Eisenbahnknotenpunkt, dementsprechend unpraktikabel wurde die Regelung mit Schranken. Zunächst war eine Straßenunterführung geplant, die jedoch scheiterte. Stattdessen wurde eine Brücke eingerichtet (heute: Konrad-Adenauer-Brücke). Diese verbindet die aus Wiebelskirchen kommende Kuchenbergstraße mit der Bahnhofstraße. Am Bahnhof selbst wurde der Bahnhofsplatz (ehemals: Am Bahnhof) errichtet, der über eine Rampe von der Brücke aus zu erreichen ist.
Durch die Eisenbahn entwickelte sich die Bahnhofstraße rasch zu einer florierenden Einkaufs- und Geschäftsstraße. Am 9. Juli 1907 erhielt die Bahnhofstraße ein Trottoir und am 28. September 1911 wurden Zementplatten eingesetzt.
Nach der Saarabstimmung fiel das Saargebiet an das Deutsche Reich. Der Stadtrat beschloss Ende Januar 1935 einige Straßen umzubenennen, um den neuen politischen Verhältnissen Rechnung zu tragen. Die Bahnhofstraße erhielt damit den Namen Adolf-Hitler-Straße, benannt nach Adolf Hitler, dem Diktator des Deutschen Reiches. Am Ende des Zweiten Weltkrieges war die Bahnhofstraße, wie große Teile der Innenstadt, durch das Bombardement der Alliierten stark zerstört. Sie erhielt kurz nach der Kapitulation ihren alten Namen zurück. Der Wiederaufbau gestaltete sich langwierig, da zunächst die Lindenallee erneuert und die Blies begradigt wurde, um die akute Hochwassergefahr zu beseitigen. An der Ecke Lindenallee/Bahnhofstraße entstand das Corona-Hochhaus. 
Mit ihrer Wiederherstellung erhielt die Bahnhofstraße zusammen mit dem Hüttenbergstraße ihre Rolle als Hauptgeschäftsstraße zurück. In den 1980ern wurde diese zunehmend verdrängt, zunächst von der Bliespromenade, dann vom Einkaufszentrum Saarpark-Center. Stattdessen breitete sich das Rotlichtviertel vor allem im oberen Teil der Straße aus. Anfang der 1990er begann ein Prozess der Aufwertung, der heute jedoch noch nicht abgeschlossen ist. Zur Aufwertung soll eine großangelegte Seniorenresidenz beitragen, die 50 Wohnungen und 99 Pflege-Appartements beinhalten soll.

## Sehenswürdigkeiten

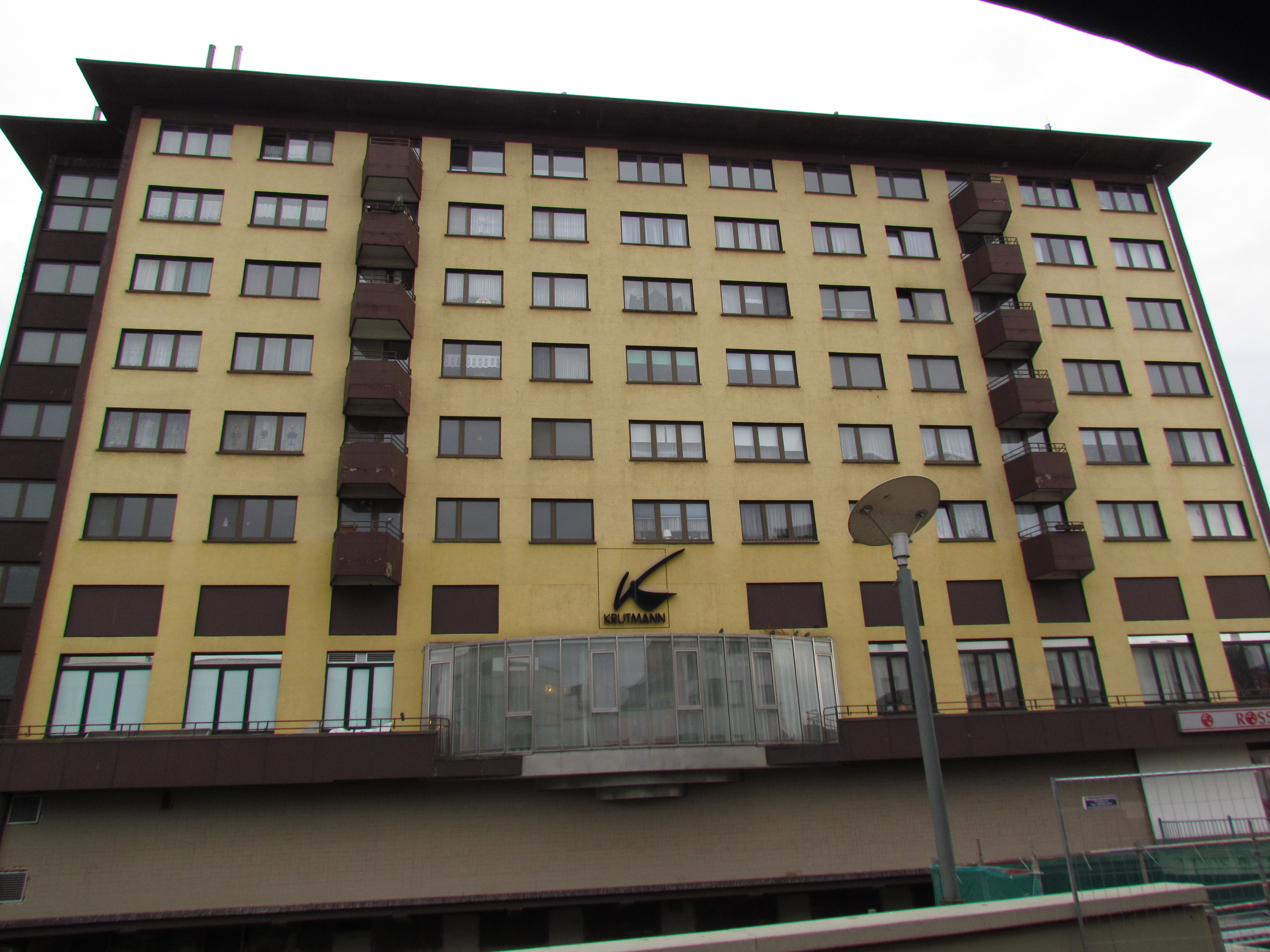
Corona-Haus

- Neunkirchen (Saar) Hauptbahnhof mit Bahnhofplatz
- Ehemalige Hauptpost: 1874 erhielt Neunkirchen seine erste Postfiliale. 1880 kam die Post zunächst in die obere Bahnhofstraße und zog dann 1901 in die untere Bahnhofstraße. das Gebäude wurde im Zweiten Weltkrieg zerstört und 1951 wieder eröffnet. Die Post zog in den 1970ern in die Brückenstraße. Heute beherbergt die ehemalige Hauptpost einige Geschäfts- und Büroräume.
- Corona-Hochhaus: Das 9-geschossige Hochhaus wurde Mitte der 1950er erbaut.
- Stolpersteine:  Fanny, Johanna und Siegfried Günzburger (Bahnhofstraße 25), Fanny Herold (Bahnhofstraße 45)